# واکانا آئویی
واکانا آئویی (انگلیسی: Wakana Aoi؛ زادهٔ ۳۰ ژوئن ۱۹۹۸) بازیگر، صداپیشه، و خواننده سابق اهل ژاپن است. در مارس ۲۰۱۷، او نقش اصلی را در نود و هفتمین درام دنباله‌دار تلویزیونی آسادورا، و مجموعه تلویزیونی واروتنکا از ان‌اچ‌کی دریافت کرد که از اکتبر ۲۰۱۷ تا مارس ۲۰۱۸ پخش شد.
از فیلم‌هایی که وی در آن نقش داشته است می‌توان به کلاس آدمکشی (۲۰۱۵) اشاره کرد.

## زندگی شخصی
آئویی در استان کاناگاوا، ژاپن زاده شد. در ژانویه ۲۰۱۷، آئویی در دانشگاه کیئو پذیرفته شد. او در حال تحصیل در رشتهٔ سیاست‌پژوهی است.